# Onthophagus personatus
Onthophagus personatus är en skalbaggsart som beskrevs av Antoine Boucomont 1914. Onthophagus personatus ingår i släktet Onthophagus och familjen bladhorningar. Inga underarter finns listade i Catalogue of Life.